# Anadarko
Anadarko (Anadaca, Anduico, Nadaco, Nandacao) /od Nädä′ko, njihovo vlastito ime,/ pleme Caddoanske konfederacije Hasinai koje je tijekom 17. i ranog 18. stoljeća živjelo u graničnom području kasnijih okruga Nacogdoches i Rusk u Teksasu. Istoimeni potok Anadarko u okrugu Rusk nosi ime po njima. U kasnom 18. stoljeću nakon što im je broj zbog ratova i bolesti uveliko opao, polaze prema sjeveru u okrug Panola. 
Nakon teksaške revolucije migriraju prema zapadu, i u razna vremena podižu si naselja duž Brazos i između Brazosa i Trinitya. Godine 1854. smješteni su na Brazos Indian Reservation, što će kasnije postat okrugom Young. Pet godina kasnije (1859) preseljeni su na Indian Territory, današnju Oklahomu. Njihovi potomci danas žive blizu grada Anadarko u okrugu Caddo u Oklahomi.

## Vanjske poveznice
- Anadarko Indian History
- Anadarko Indians